# Алиев, Яшар Теймур оглы
Яшар Теймур оглы Алиев (азерб. Yaşar Teymur oğlu Əliyev; род. 19 августа 1955, Баку, Азербайджанская ССР) — азербайджанский дипломат, посол Республики Азербайджан в нескольких странах, в 2002—2006 и с 2014 года — её постоянный представитель в Организации Объединённых Наций.

## Биография
Яшар Алиев родился в 1955 году в Баку. В 1972—1977 годах учился в Азербайджанском государственном университете, получив высшее образование по специальности «востоковедение». В начале 1990-х годов также повышал квалификацию в Дипломатической академии МИД России.

### Дипломатическая карьера
После окончания университета работал в институтах АН СССР, в том числе, в 1980—1982 годах — в Институте востоковедения; служил в военных и торговых представительствах СССР в Ираке (1977—1979) и Кувейте (1985—1988). С 1989 года состоит в штате Министерства иностранных дел Азербайджанской ССР (позднее МИД Республики Азербайджан), с 1990 — первый секретарь его отдела информации и политического анализа, с 1991 — зам. главы этого отдела.
В 1992 году Яшар Алиев возглавил отдел международных организаций МИД Азербайджана, а позднее в том же году начал свою дипломатическую карьеру в качестве советника по политическим отношениям постоянного представительства Азербайджана в ООН. Занимая этот пост вплоть до июня 2001 года, в течение всего этого периода Алиев также был делегатом от своей страны в первом комитете и четвёртом комитете Генеральной Ассамблеи ООН, в 2001 году был вице-председателем комитета ООН по незаконной торговле стрелковым оружием и легкими вооружениями во всех её аспектах, а также исполнял в 1993 и 2001 годах обязанности поверенного в делах Азербайджана при ООН.
В 2002 Яшар Алиев был назначен постоянным представителем Азербайджана в ООН и занимал этот пост вплоть до ноября 2006 года. В течение этого срока Алиев также занимал посты вице-председателя 59-й сессии Генеральной ассамблеи ООН (2004), вице-председателя Социально-экономического совета ООН (2004—2005), председателя Четвёртого комитета Генеральной ассамблеи ООН (2005—2006). В период его работы постпредом Азербайджан стал членом Социально-экономического совета ООН (с 2002), а также Комиссии (с 2006) и Совета ООН по правам человека (с 2006).
После открытия в ноябре 2005 года посольства Азербайджана в Республике Куба, Алиев стал первым чрезвычайным и полномочным послом Азербайджана на Кубе, пребывая в этом качестве до конца 2006 года. С 9 октября 2006 по 26 октября 2011 Яшар Алиев занимал пост чрезвычайного и полномочного посла Азербайджана в Соединённых Штатах Америки, дополнительно с 2 февраля 2007 по конец своей посольской каденции в США исполняя обязанности постоянного наблюдателя от Азербайджана в Организации американских государств, а с 22 июня 2007 по 14 апреля 2009 года — ещё и должность чрезвычайного и полномочного посла Азербайджана в Мексике.
Деятельность Яшара Алиева в качестве посла Азербайджана в США получила положительную оценку ряда членов Конгресса США, представляющих обе главные партии Соединённых Штатов, в частности, конгрессменов Билла Шустера, Стива Коэна, Вирджинии Фокс и Дэна Борена.
После трёхлетней работы в МИД на территории Азербайджана (2011—2014), в мае 2014 года Алиев был вновь назначен постоянным представителем Азербайджана в Организации Объединённых Наций.
Помимо родного азербайджанского, владеет русским, английским, турецким и арабским языками.
Женат, отец троих детей.

## Награды
- Орден «За службу Отечеству» III степени (9 июля 2019 года) — за плодотворную деятельность в органах дипломатической службы Азербайджанской Республики[20]